# リンカーン・ブラックウッド
ブラックウッド (BLACKWOOD)は、フォードが製造、リンカーンブランドで販売していた自動車である。

## 概要
10代目フォード・F-150のクルーキャブ仕様をベースにして、2002年モデルで発売。リンカーン・ナビゲーターのピックアップトラック版という位置づけであった。F-150と異なる所は、前後のデザインや内装、後輪駆動のみのラインナップだった事などがある。
2002年夏ごろに生産中止が決定した。
後継車は、11代目F-150をベースにしたリンカーン・マークLTを2006年に高級ピックアップトラック市場へ投入した。